# Genya Sekino
Genya Sekino (japanisch 関野 元弥 Sekino Genya; * 10. März 1999 in Fujisawa, Präfektur Kanagawa) ist ein japanischer Fußballspieler.

## Karriere
Genya Sekino erlernte das Fußballspielen in der Schulmannschaft der Soyo High School sowie in der Universitätsmannschaft der Ryūtsū-Keizai-Universität. Seinen ersten Vertrag unterschrieb er am 1. Februar 2021 beim Iwaki FC. Der Verein aus Iwaki, einer Stadt in der Präfektur Fukushima, spielte in der vierten japanischen Liga. Am Ende der Saison wurde er mit dem Verein Meister und stieg in die dritte Liga auf. Sein Drittligadebüt gab Genya Sekino am 17. April 2022 (6. Spieltag) im Heimspiel gegen den FC Imabari. Hier wurde er in der 64. Minute für Daigo Furukawa eingewechselt. Der FC Imabari gewann das Spiel durch ein Tor von Takatora Kondō mit 1:0. Am Ende der Saison feierte er mit Iwaki die Meisterschaft und den Aufstieg in die zweite Liga. Für Iwaki bestritt er elf Ligaspiele. Im Januar 2023 verpflichtete ihn der Fünftligist Tochigi City FC. Mit dem Verein aus Tochigi spielte er in der Kantō Soccer League. 2023 wurde er Vizemeister der Kantō Soccer League und qualifizierte sich für die Japanese Regional Football Champions League. Hier wurde man erster und stieg in die vierte Liga auf. Am Ende der Spielzeit 2024 feierte er mit Tochigi die Meisterschaft und stieg in die dritte Liga auf.

## Erfolge
Iwaki FC
- Japanischer Viertligameister: 2021  ▲
- Japanischer Drittligameister: 2022  ▲

Tochigi City FC
- Japanischer Viertligameister: 2024  ▲
- Japanese Regional Football Champions League: 2023  ▲